# Vannes
Vannes, bretonul: Gwened, város Franciaország nyugati részén, Bretagne régióban, Morbihan megye székhelye (prefektúra). Franciaország kulturális és történelmi városa címet viseli.
A város Bretagne egyik népszerű turisztikai központja, sok középkori és reneszánsz emlékkel, rendezvényekkel. Július második hetének végén rendezik meg a Journées médiévales nevű látványos középkori napokat, augusztus 15-én pedig, a bástyák tövében, a Fête d’Arvor ünnepséget. Lakosainak száma 54 955 fő (2022. január 1.). Vannes Saint-Avé, Saint-Nolff, Séné, Arradon, Ploeren, Plescop és Theix-Noyalo községekkel határos.

## Története
Vannes Bretagne egyik legrégibb települése.  A kelták egyik törzsének is ez volt a fővárosa Vaneti néven. A partmenti hajózás és az ónnal való kereskedés révén a görögökkel, föníciaiakkal is kapcsolatba kerültek. Később a római időkben Julius Caesar is hadjáratot vezetett ellenük szárazon és vízen is. Morbihan öblében ütköztek meg a római gályák Vannes akkori lakóinak tölgyfából készült erős hajóival, melyek jellegzetességét bőrből szabott vitorláik adták.
Bretagne első hercege, az önálló királyi dinasztia megalapítója, Nominoé a 9. század első felében itt rendezte be székhelyét. A később hercegséggé átminősített királyság utolsó hercegnője, Bretagne-i Anna itt mondatta ki 1532-ben a parlamenttel Bretagne és Franciaország unióját.
Vannes a középkorban szinte bevehetetlennek tartott megerősített város volt.

## Látnivalók

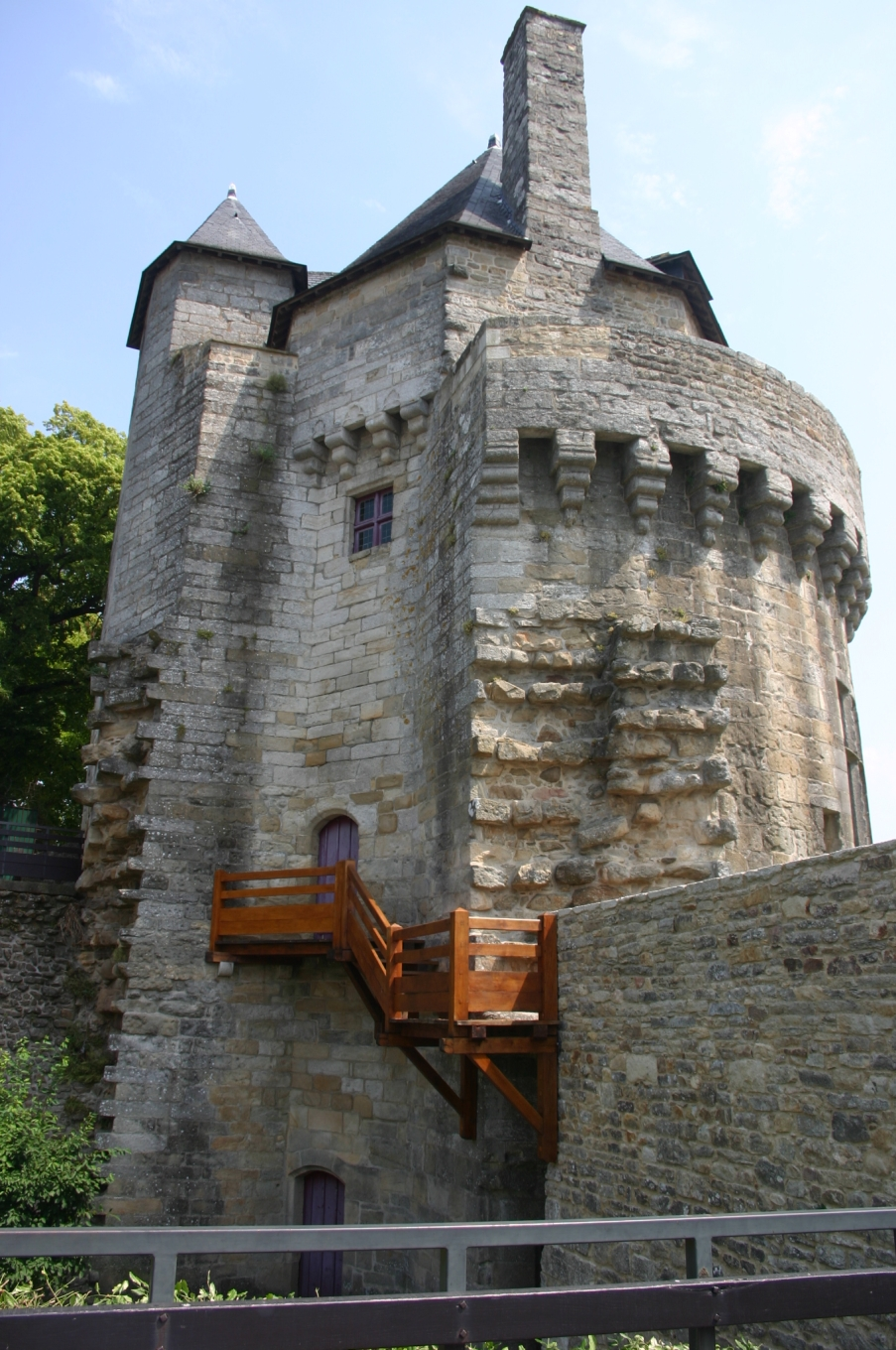
Tour du Connétable

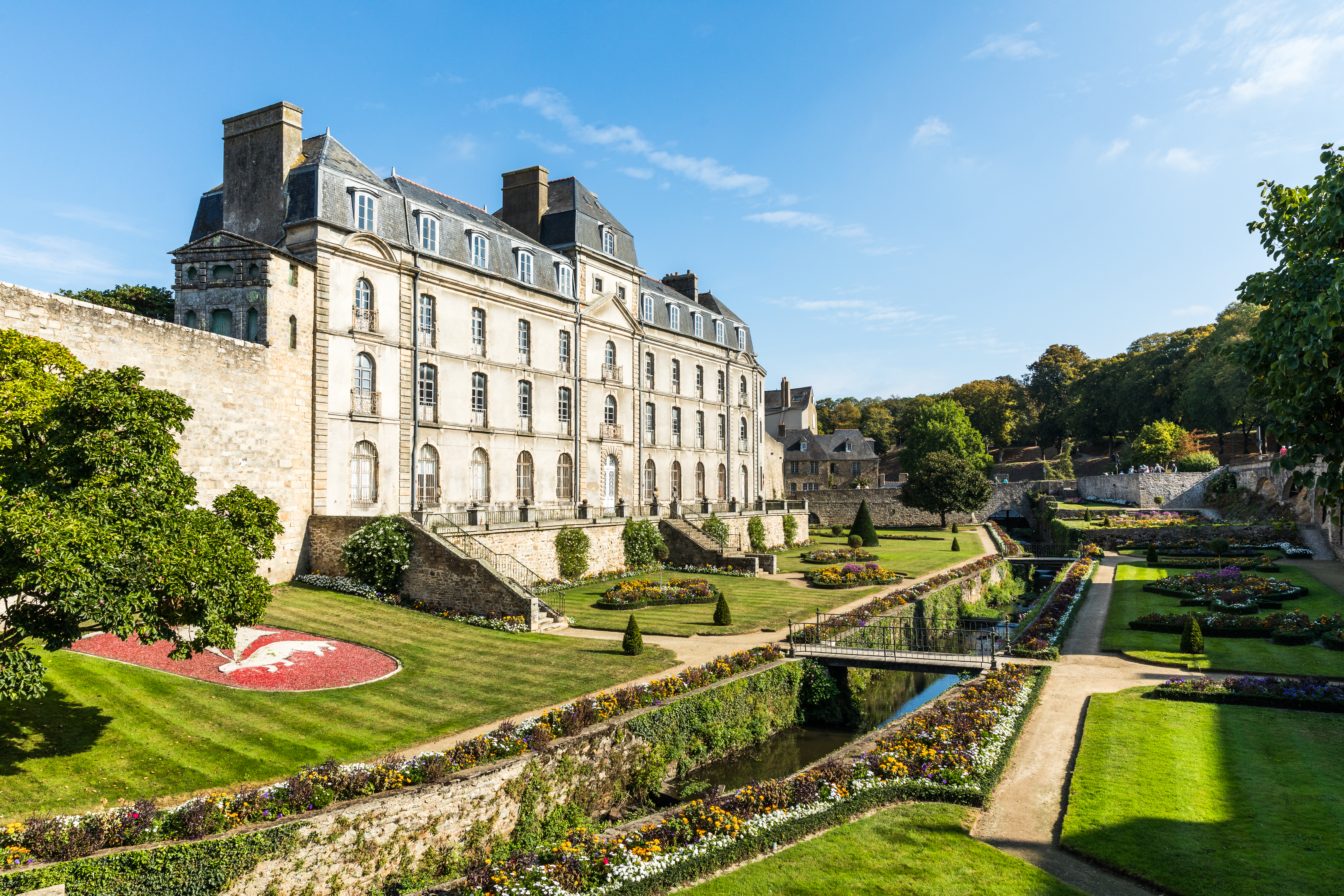
Château de l’Hermine

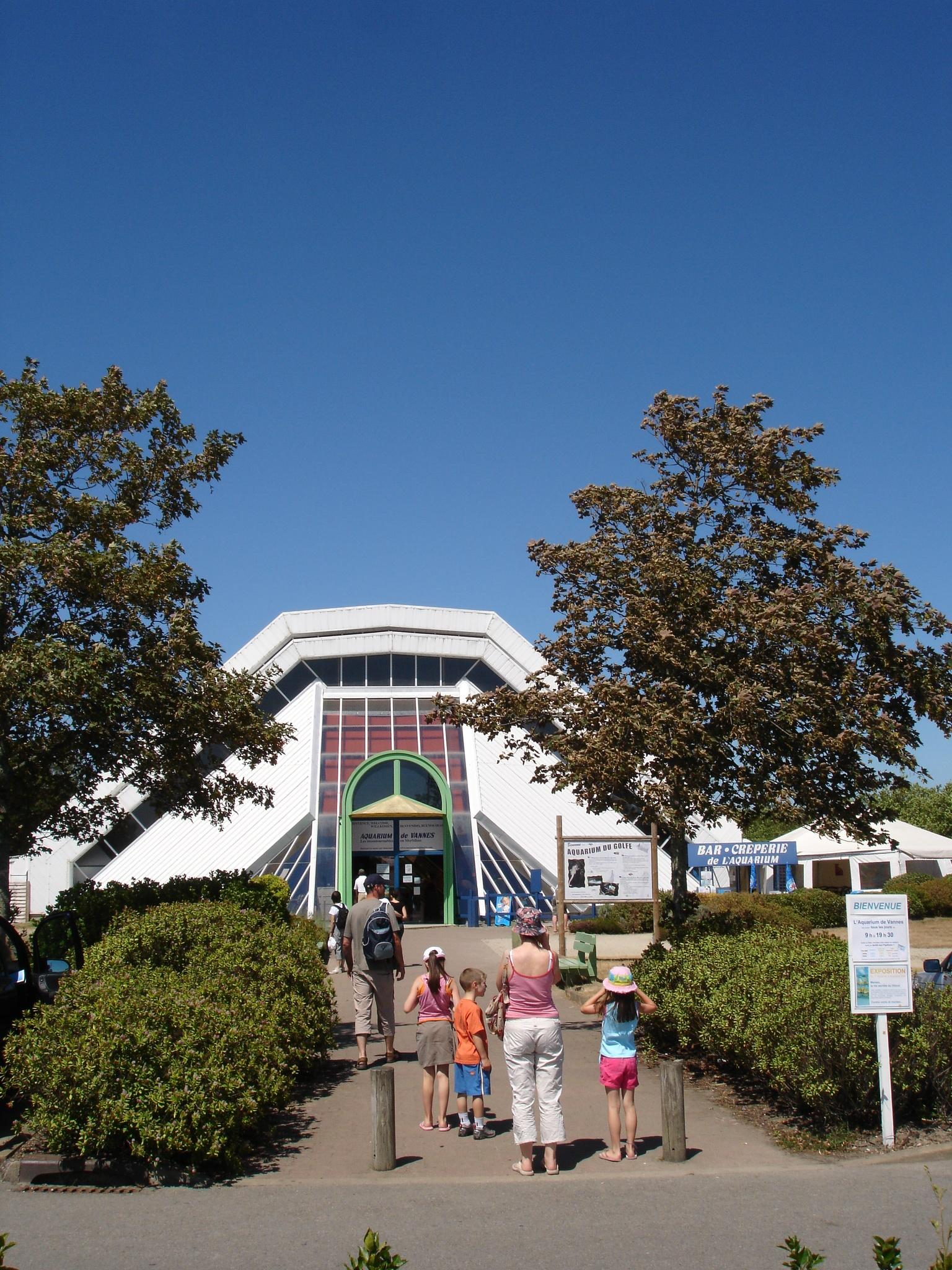
Óceáni és trópusi akvárium

- Cathédrale St-Pierre – a 13. századi székesegyházból csupán a bal oldali torony maradt meg, annak sisakja is 19. századi hozzáépítés. A templom nagy része a 16. században készült el, egyes részei gótikus stílusúak, de a főhajó északi oldalának félkör alakú kápolnája már reneszánsz jellegű. A templomban sok emlék idézi Ferreri Szent Vincét. A spanyol dominikánus hittérítő szerzetes a pápa megbízásából jött Bretagne-ba, Vannes városában lakott. Halálát egy szép festmény ábrázolja a katedrálisban, sírja a bal oldali második kápolnában van. A kincstár értékei közül kiemelkedő egy festett és bőrrel borított 12. századi láda.
- Maison de Saint Vincent-Ferrier – a szent ebben a házban halt meg.
- La Cohue – az egykori vásárcsarnok mai formájában az 1600-as években alakult ki, egyes részei azonban 13. századiak. Ma a Musée des Beaux-Arts, normandiai festők műveivel, és a Musée du golfe et de la mer, a Morbihan-öböl természettudományi múzeuma van a falai között.
- Palace Henri IV. – a város egyik tere, melyet négyszáz éves házak szegélyeznek.
- Hotel de Roscanvec – a 16. századi épület ma a Természettudományi Múzeumnak ad otthont.
- Château Gaillard – a 15. századi palota egykor a breton parlament otthona volt. Ma a Musée archéologique épülete, jelentős gyűjteménnyel a történelem előtti és a későbbi korok régészeti leletéből.
- Palace de Lices – ez a tér volt a színhelye Franciaország és Bretagne egyesülésekor rendezett ünnepségeknek.
- A régi várfal – az egykori védművekből több kapu: a Porte Poterne, délen a Porte St-Vincent, északon a Porte Prison, és néhány régi vártorony is áll, ezek közül a legszebb a Tour du Connétable.
- Château de l’Hermine – az egykori hercegi palota a várfal mentén, hatalmas kertje, a Promenade de la Garenne ma nyilvános park.
- Lavoir – a kicsiny, és a város egy részében lefedett, Marle-patak partján állnak az egykori mosóházak, jellegzetes fagerendás, kis tornyos épületek.
- Aquarium océanographique et tropical – óceáni és trópusi akvárium cápákkal és külön csarnokban szabadon repkedő trópusi pillangókkal.

### A Szent Péter-katedrális belső részletei

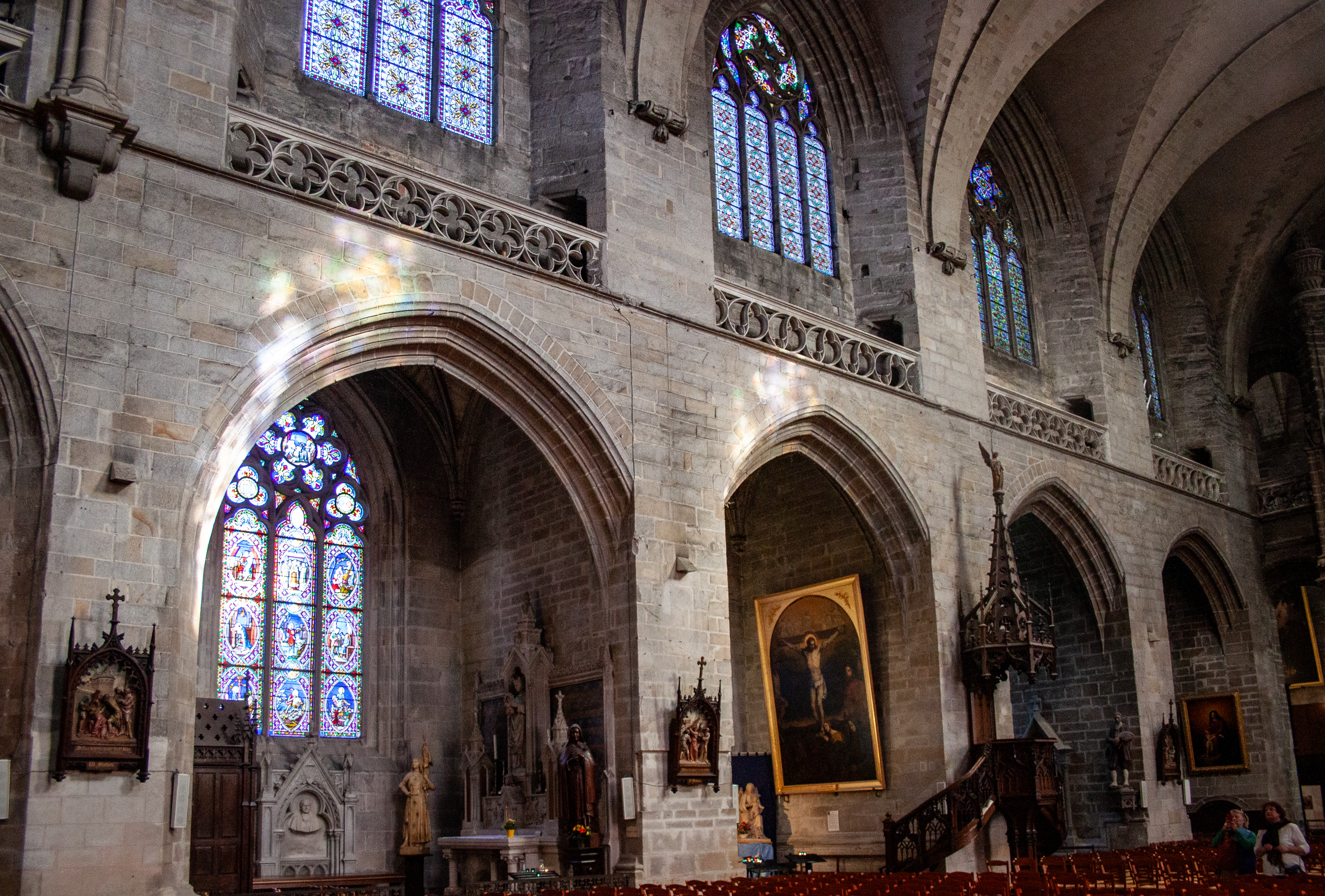
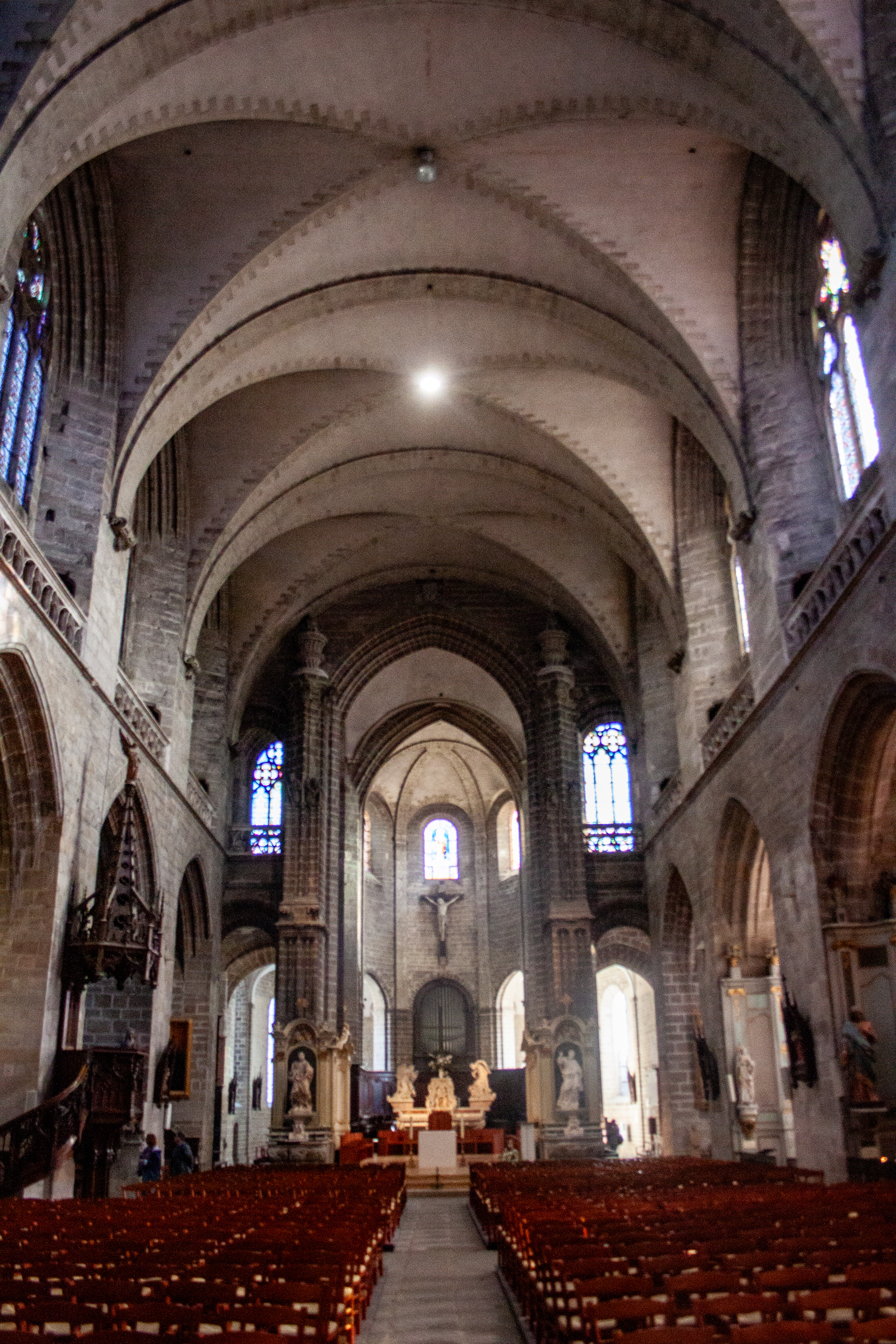
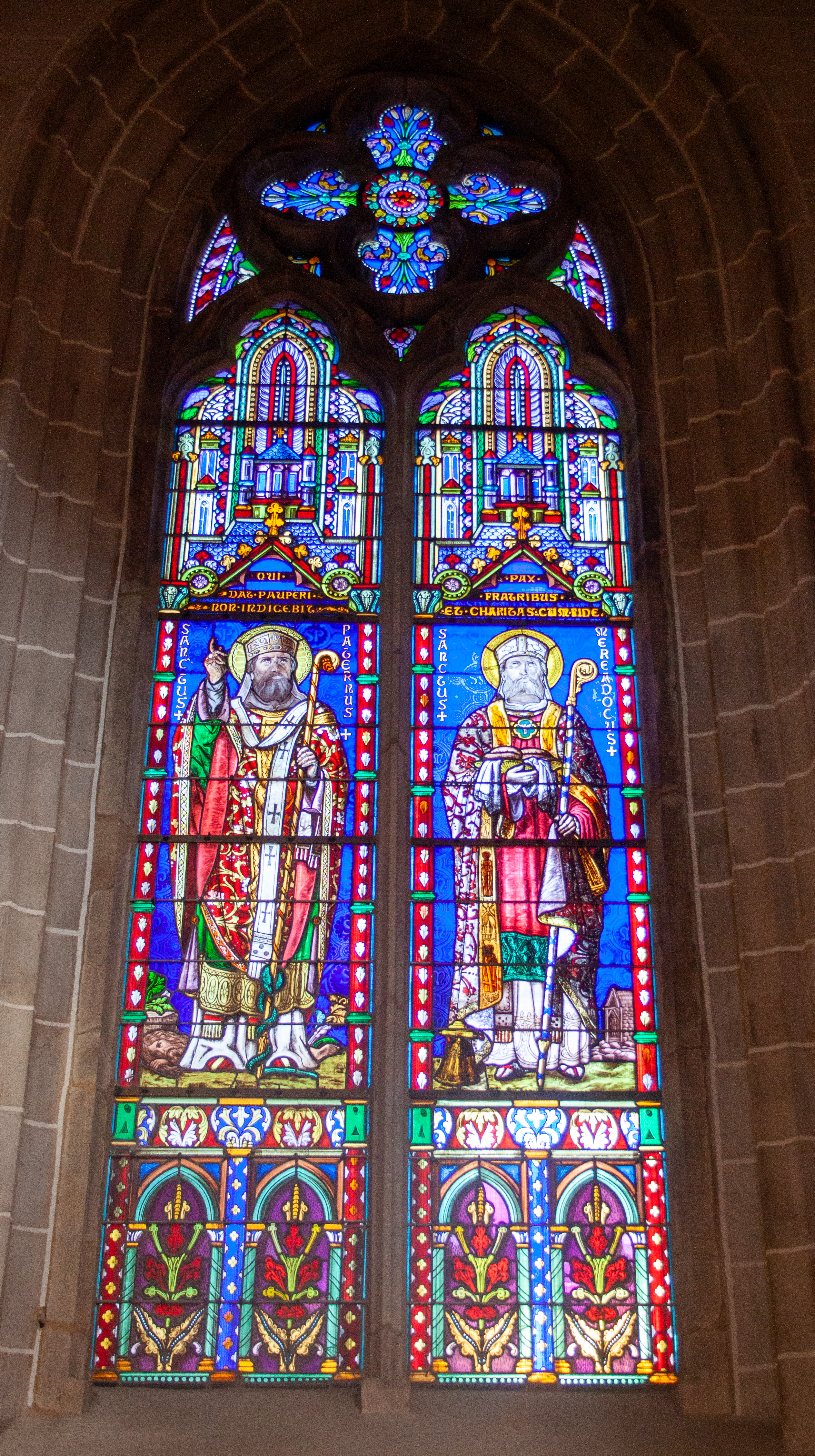
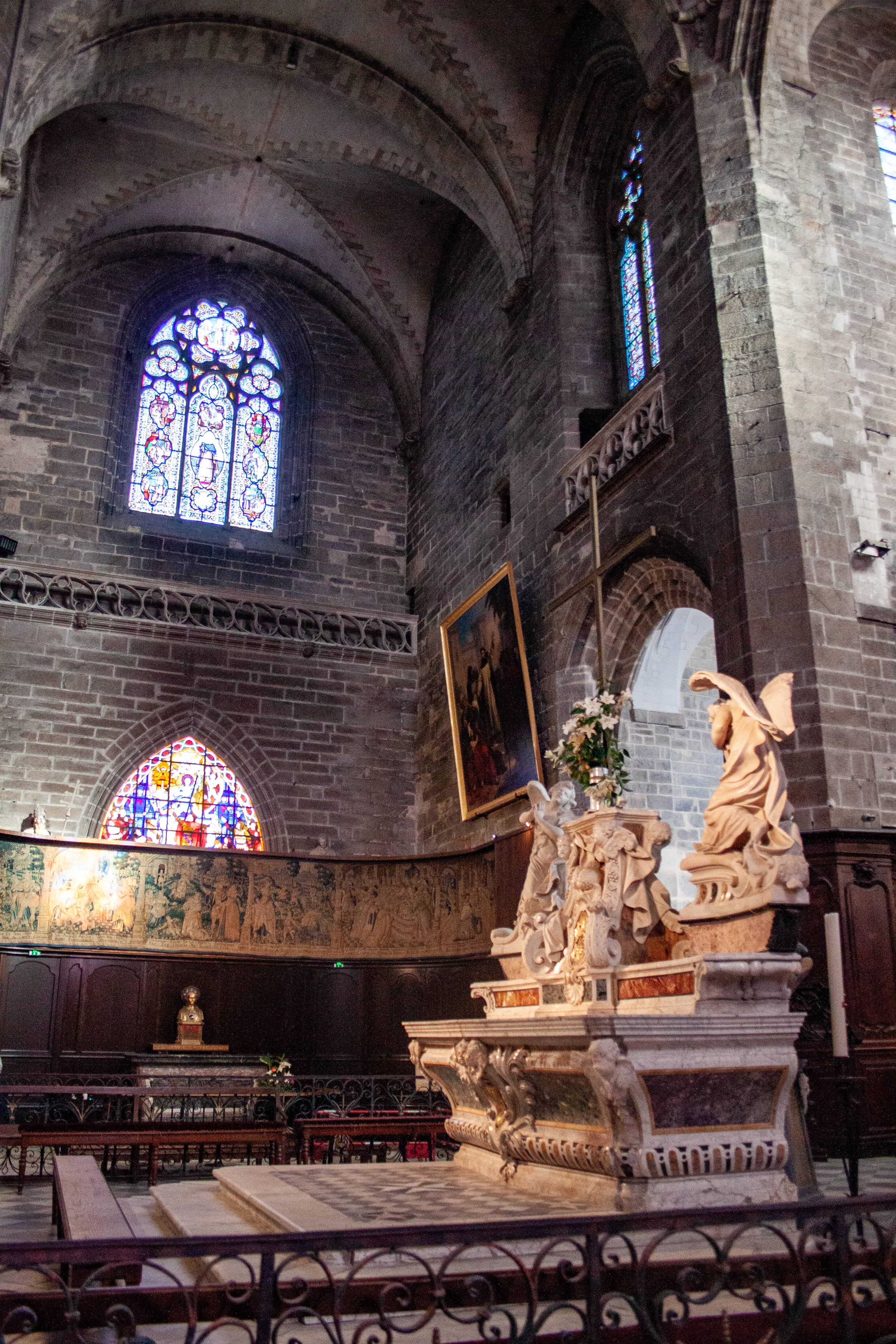

## Demográfia
| Év   | Lakosság |
| ---- | -------- |
| 1793 | 9 131    |
| 1800 | 9 131    |
| 1806 | 10 902   |
| 1821 | 11 289   |
| 1836 | 11 623   |
| 1856 | 14 329   |
| 1861 | 14 564   |
| 1866 | 14 560   |

| Év   | Lakosság |
| ---- | -------- |
| 1872 | 14 690   |
| 1876 | 17 946   |
| 1881 | 19 284   |
| 1886 | 20 036   |
| 1891 | 21 504   |
| 1896 | 22 189   |
| 1901 | 23 375   |
| 1906 | 23 561   |

| Év   | Lakosság |
| ---- | -------- |
| 1911 | 23 748   |
| 1921 | 21 402   |
| 1926 | 22 089   |
| 1931 | 22 413   |
| 1936 | 24 068   |
| 1946 | 28 189   |
| 1954 | 28 403   |
| 1962 | 30 411   |

| Év   | Lakosság |
| ---- | -------- |
| 1968 | 36 576   |
| 1975 | 40 359   |
| 1982 | 42 178   |
| 1990 | 45 644   |
| 1999 | 51 759   |
| 2006 | 53 079   |
| 2010 | 52 515   |
| 2011 | 52 784   |

## Testvérvárosok
- - Mons, 1952 óta.
- - Cuxhaven, 1963 óta.
- - Fareham, 1967 óta.

Partnervárosok:
- - Baroueli
- - Wałbrzych, 2001 óta.